# Corvus minutus
Corvus minutus (лат.) — вид птиц семейства врановых. Подвидов не выделяют.

## Распространение и образ жизни
Редкие птицы, в настоящее время существующие в локальных популяциях в провинции Камагуэй (центральная Куба); за её пределами в последние полвека обнаружены лишь однажды — в провинции Пинар-дель-Рио. Численность медленно сокращается, вероятно, в связи с конкуренцией c кубинским вороном (Corvus nasicus). Приурочены к лесу, кустарнику и пальмовой саванне. Гнёзда строят на верхушках высоких пальм. Сезон гнездования продолжается с апреля по июль.

## Внешний вид и голос
Птицы размером около 43 см. Оперение окрашено в чёрный цвет со слабым фиолетовым отливом; изношенные перья отливают чёрно-коричневым. Перья брюшной части обладают зеленоватым оттенком. Ноздри закрыты щетинистыми перьями. От номинативного подвида пальмового ворона Corvus palmarum palmarum, обитающего на Гаити, отличаются голосом: грубое «крааао», которое резко возрастает, задавая тон, а затем постепенно сходит на нет. От другого вида воронов Кубы — кубинского ворона — отличаются меньшими размерами; кроме того, шея Corvus palmarum minutus в полёте кажется несколько более короткой.